# Yasna
Der Yasna (avestisch yasna-, Nomen Maskulinum, „Opfer“) ist der Name der Primärliturgie des Zoroastrismus und der wichtigste Bestandteil der Schriften des Avesta, der sakralen Schriftensammlung der Anhänger der Lehre des iranischen Religionsstifters Zarathustra. Begleitet durch rituelle Handlungen ist die Rezitierung dieser Liturgie auch die wichtigste religiöse Zeremonie der Zoroastrier.

## Zum Namen
Das Wort „Yasna“ (auch „Jasna“) bedeutet „anbeten, opfern, preisen“; über das Stammwort yaz auch mit Yašt und Yazata verwandt. Die Schriftensammlung bezieht ihren Namen von der Zeremonie, zu der sie rezitiert wird. Von „Yasna“ leitet sich im Mittelpersischen der Terminus Yašn, im Neupersischen der Begriff Ǧašn (جشن) ab. Letzteres bleibt auch im heutigen Iran und im gesamten persischen Sprachraum ein allgemein benutzter Begriff und bezeichnet dort ein frohes Fest.

## Die Liturgie

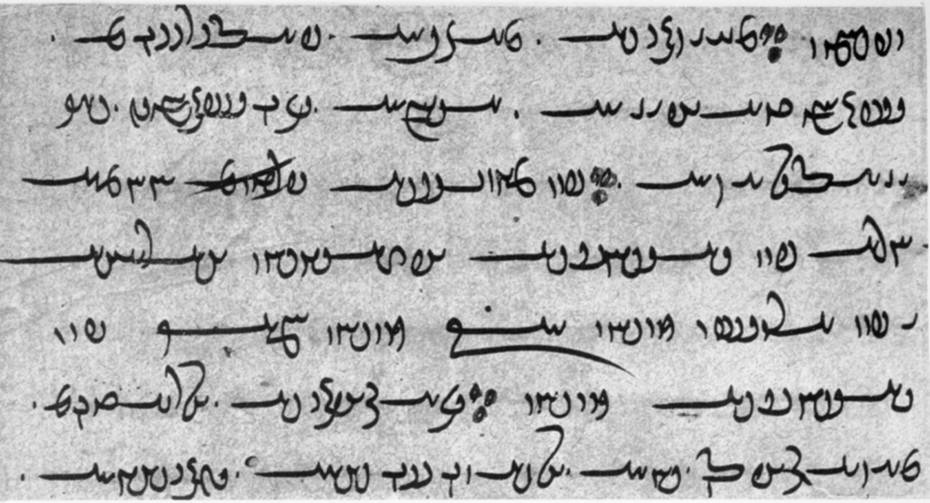
Yasna 28.1 als Teil des Ahunavaiti Gatha in avestischer Schrift

Die Yasna-Liturgie ist ein wesentlicher Bestandteil des Avestas. Der Yasna besteht aus 72 „Hâs“ oder „Hâts“, vom Avestischen ha'iti, „Schnitt“, entsprechend „Abschnitt“.
Teil des Yasnas sind – neben den sprachlich in unterschiedlichem Maße jüngeren Abschnitten – die Gathas. Diese sind Hymnen, welche sich sowohl stilistisch und sprachwissenschaftlich als auch inhaltlich von anderen Teilen des Yasnas unterscheiden lassen und auf die Person Zarathustras zurückgeführt werden. Die siebzehn Hymnen der fünf Gathas sind zugleich Abschnitte 28–34, 43–46, 47–50, 51 und 53 der Yasna-Sammlung (Der in die Gathas eingebettete Yasna Haptanhaiti, der sogenannte „siebenteilige“ Yasna, wurde zur selben Zeit wie die Gathas in rhythmischer Prosa verfasst).
Die ersten Abschnitte des Yasnas enthalten Anrufungen und Gebete an das zoroastrische alt-iranische Pantheon (die Yazata), dessen Anwesenheit bei der „Verehrung“ erbeten wird. Yasna 9 bis 11 entsprechen dem Hom Yasht, das wie die anderen Yashts des Yasnas nicht zu der Yasht-Sammlung zählt. Yasna 12 stellt inhaltlich ein Bekenntnis zum zoroastrischen Glauben dar. Teils beziehen sich Inhalte auf andere Abschnitte des Yasnas und sind hierbei Ausführungen derselben. Das „Ahuna Vairya“ oder Ahunwar, das wichtigste der vier zoroastrischen Gebete (Mantras), das gesprochen von Ahura Mazda den Widersacher Ahriman für (weitere) 3000 Jahre in die Finsternis zurücktrieb, findet sich in Yasna 27. Yasna 55 enthält einen Lobgesang auf die Gathas. Yasna 63–69 bilden die Gebete, die in der Zeremonie durch das Ape-Zaothra-Ritual begleitet werden. Die letzten drei Abschnitte sind Danksagungen an die anfangs herbeigerufenen Yazata.

## Die Zeremonie

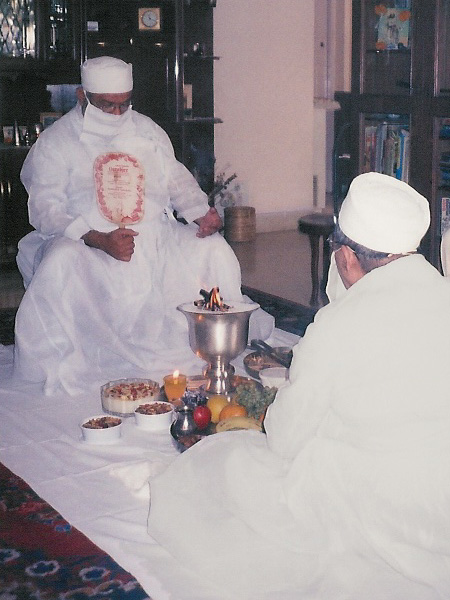
Eine „äußere“ Yasna Zeremonie (hier: eine Parsische Haussegnung)

Der „Yasna“ ist die bedeutsamste religiöse Zeremonie der Zoroastrier. Als „innere“ Zeremonie, d. h. in ritueller Reinheit und somit am Altar eines Feuertempels vollbracht, erfolgt diese in zwei Schritten:
Im ersten Schritt werden Vorbereitungen getroffen, unter anderem eine Weihe des Bereichs, in dem das Ritual stattfindet, und die Zubereitung der ersten Parahaoma-Mischung.
Der zweite Schritt ist die tatsächliche Yasna-Zeremonie, eine aus dem Gedächtnis erfolgende Rezitierung der Liturgie, begleitet durch mehrere rituelle Handlungen, unter anderem die Zubereitung einer zweiten Parahaoma-Mischung. Der Höhepunkt und eigentlicher Zweck der Zeremonie sind die Ape-Zaothra (mittelpersisch und neupersisch: ab-zohr, wörtlich „Gabe/Geschenk an das Wasser“), die Stärkung des Wassers, die durch eine Mischung der zwei Parahaoma-Zubereitungen symbolisch vollbracht wird.
Die „innere“ und die „äußere“ Yasna-Zeremonie können je mehrere Stunden in Anspruch nehmen und werden wie die meisten zoroastrischen Rituale im Angesicht des heiligen Feuers verrichtet, das – im Avestischen als „Atar“ bezeichnet – in der Welt der alten iranischen Religion Reinheit und Wahrhaftigkeit (Asha) repräsentiert und welchem in der Pahlavi-Literatur als beschützende Macht Asha Vahishta (Aša Vahišta) zugeordnet ist. Yasna (Hât) 62 des Avestas ist Atar gewidmet.
Während, wie aus sassanidischer Zeit attestiert, früher die Rezitation durch acht zoroastrische Priester (mittelpersisch: „Magu-pat“, neupersisch „Mobed“) erfolgte, wird sie heute in der Regel durch zwei ausgeführt. Der Zelebrant ist der Zut (Avestisch: Zaotar), und seine Assistenz, die auch für die Vorbereitungen zuständig ist, sind ein oder mehrere Raspis.
Das Wort „Zaotar“, wie auch „Yasna“, hat einen indo-iranischen Ursprung und ist etymologisch mit dem vedischen Hotar verwandt. In den Gathas bezeichnet sich Zarathustra als Zaotar. Im mittelpersischen Buch Bundahischn wird in der Wiederauferstehung dieser Begriff auf Ahura Mazda angewandt.